# 가미노쿠니정
가미노쿠니정(일본어: 上ノ国町)은 일본 홋카이도 서남부 히야마 진흥국 관내 최남단에 있는 정이다. 동해와 접하는 농어업 지역이며, 홋카이도에서는 얼마 안되는 중세의 사적·문화재를 가지는 역사 도시이기도 하다.

## 지리
오시마반도 남서부, 마쓰마에 반도의 밑부분을 차지한다. 서쪽은 동해와 접하고 북쪽은 히야마 진흥국 소재지인 에사시정과 인접한다. 동쪽과 남쪽은 다이센겐산을 시작으로 마쓰마에반도의 척추를 이루는 산들에 의해 오시마 종합진흥국 관내의 다른 정들과 분리되어 있다.
기후는 연안을 흐르는 쓰시마 해류의 영향이 크고, 홋카이도 안에서는 매우 온난하고 적설이 적지만 비는 많다. 연중 바람이 강하고 소규모의 풍력 발전도 행해지고 있다.

### 인접한 자치체
- 히야마 진흥국
  - 히야마군 에사시정, 앗사부정

- 오시마 종합진흥국
  - 가미이소군 기코나이정, 시리우치정
  - 마쓰마에군 마쓰마에정, 후쿠시마정

## 역사
가미노쿠니는 홋카이도에서 가장 이른 시기에 야마토인이 정착한 땅이라고 한다.
- 1902년 4월 1일 - 7개 촌이 합병해 가미노쿠니촌이 성립하였다.
- 1967년 3월 1일 - 정으로 승격해 가미노쿠니정이 되었다.

## 산업
2000년 국세조사에 의하면 가미노쿠니정의 산업별 취업 인구 비율은 1차 산업 14.0%, 2차 산업 42.2%, 3차 산업 43.8%으로 1차 산업의 비율이 비교적 높다.

## 교통

### 도로
- 국도 228호선(일본어판)